# Eazy Skankers
Gli Eazy Skankers sono una reggae band italiana d'origini ligure.

## Storia del gruppo
Gli Eazy Skankers nascono a Savona nell'estate 2002, dall'unione del cantante e chitarrista Raphael e dal bassista Andrea Bottaro. La band si completa a sei membri con l'arrivo di Lucio Massimi al sax e cori, Alessio Solinas alla batteria, Giovanni Pastorino alla tastiera e cori ed il chitarrista Alessandro Sappino.
Nel 2005 sono vincitori all' Italian Reggae Contest, concorso musicale per reggae band italiane indetto dal Rototom Sunsplash, che dà loro la possibilità di esibirsi sul Main Stage a fianco dei leggendari Black Uhuru. Nello stesso anno partecipano al Bornasco Ride Again e hanno l'onore di aprire uno degli ultimi concerti di Desmond Dekker, a Genova. Nel 2006, vincono l'"Arezzo Wave contest", suonando in concerto sul palco del festival assieme ad artisti famosi come Sinead O'Connor, Gogol Bordello e Giuliano Palma & the Bluebeaters.
Per la registrazione del primo album To the foundation, nel 2008, la band si trasferisce temporaneamente a Kingston, in Giamaica presso i leggendari Tuff Gong Studios. Il disco vede prestigiose partecipazioni tra cui si ricordano Michael Rose, Lutan Fyah e Perfect; l'album è registrato e mixato dall'ingegnere del suono Roland McDermott, già tecnico di Gentleman, Damian Marley e Tarrus Riley.
Nel corso degli anni la band ha "accumulato" prestigiose partecipazioni a reggae festival tra i più importanti d'Italia, tra cui Rototom Sunsplash, Filagosto festival, Balla coi cinghiali, Festa del Sole, Goa Boa e Positive River ed esibendosi con artisti tra i più rappresentativi delle scena musicale italiana e internazionale come Easy Star All Star, Junior Kelly, Africa Unite, Toots & the Maytals, Bitty McLean.
A gennaio 2011 il gruppo pubblica il suo secondo lavoro discografico, Changes, album che vede come artisti ospiti Bunna, Lion D e Blackout Ja, realizzato presso il Dub the demon studio registrato e mixato da Madaski (Africa Unite), vede anche un piccolo cameo della cantante Annalisa nella traccia Yes We Can. A maggio dello stesso anno vincono nuovamente l'Italian Reggae Contest 2011, andando a rappresentare l'Italia alla finale europea di Barcellona.
Nel 2012 Alessio Solinas lascia la band, alla batteria subentra Matteo "Mammolo" Mammoliti, mentre nel 2015 alla chitarra arriva Simone Amodeo al posto di Alessandro Sappino.
Con la fine del 2015 gli Eazy Skankers si separano dal cantante Raphael Nkereuwem che intraprende la carriera solista, ed iniziano una nuova collaborazione con Sistah Awa.
Ad inizio 2016 con Sistah Awa pubblicano l'album "Inna dis ya Iwa".
Nel 2016 la band intraprende una nuova collaborazione con Attila e tra il 2016 ed il 2017 segue come backing band Mykal Rose, storico leader dei Black Uhuru, per alcune tappe del suo tour europeo.

## Componenti
- Andrea Bottaro - basso
- Lucio Massimi - sax, cori
- Giovanni Pastorino - tastiere, cori
- Simone Amodeo - chitarra
- Massimo "Niam" Minato - batteria, cori
- Alessandro Sappino - chitarra (fino al 2015)
- Raphael - voce, chitarra ritmica (fino al 2015)
- Alessio Solinas - batteria (fino al 2012)
- Matteo "Mammolo" Mammoliti - batteria (2012-2016)

## Discografia

### Album
- 2009 - To the Foundation, (Jahmekya Music)
- 2011 - Changes
- 2016 - Inna dis ya Iwa

### Ep
- Lungo La Strada
- Different Times
- Eazy Skankers

## Premi e riconoscimenti
- 2005 - Italian Reggae Contest del Rototom Sunsplash.
- 2006 - Arezzo Wave Contest dell'Arezzo Wave.
- 2011 - Italian Reggae Contest del Rototom Sunsplash.